# Tobo (commune de Tierp)
Tobo est une localité de Suède dans la commune de Tierp située dans le comté d'Uppsala.
Sa population était de 585 habitants en 2019.